# František Kopečný
František Kopečný (ur. 4 października 1909 w Určicach, zm. 27 marca 1990 w Prościejowie) – czeski językoznawca, bohemista i slawista. Zajmował się etymologią i dialektologią.
Studiował bohemistykę i germanistykę na uniwersytecie w Brnie. Habilitację z bohemistyki uzyskał na Uniwersytecie Palackiego w Ołomuńcu.

## Wybrana twórczość
- Etymologický slovník jazyka českého (wraz z Janem Holubem). Praga 1952.
- Základy české skladby. Praga 1962 (wyd 3).
- Nářečí Určic a okolí. Praga 1957.
- Slovesný vid v češtině. Praga 1962.
- Základní všeslovanská slovní zásoba (współautor). Praga 1981 (wyd. 2).
- Etymologický slovník slovanských jazyků I, II (współautor). Praga 1973, 1980 (reprint 2011)
- Průvodce našimi jmény. Praga 1991 (wyd 2).
- Dobrodružství etymologie. Praga 2009.